# Искалиев, Сундуткали
Сундуткали Искалиев (1924, село Константиновка, Уральского уезда, Уральской области, Киргизской АССР, РСФСР, СССР (ныне село Алмазное Чингирлауского района Западно-Казахстанской области, Казахстан) — 24 июня 1944 года, деревня Лудчицы, Быховского района, Могилёвской области, Белорусская ССР, СССР) — участник Великой Отечественной войны, автоматчик 1-й стрелковой роты 556-го стрелкового полка, 169-й стрелковой дивизии, 3-й армии, 1-го Белорусского фронта, красноармеец. Закрыл своим телом амбразуру пулемёта.

## Биография
Родился в 1924 году в селе Константиновка на северо-западе Казахстана в крестьянской семье. По национальности казах. Получив начальное образование, работал шофёром в совхозе. Призван в РККА в 1942 году, окончил полковую школу, с июля 1942 года участвовал в боях.
5 марта 1943 года был ранен, из госпиталя вновь возвратился в свой полк. Зимой 1944 года опять ранен. 17 июня 1944 года был награждён медалью «За отвагу».
Перед началом Белорусской операции был автоматчиком в 556-м стрелковом полку 169-й стрелковой дивизии, которая наступала южнее Быхова. В ночь с 23 на 24 июня 1944 года дивизия получила приказ — одним усиленным стрелковым батальоном провести разведку боем, в ходе которой захватить контрольных пленных, овладеть высотой 150,9 в треугольнике между деревнями Лудчицы, Яново, Комаричи. В три часа ночи, после 15-минутного артиллерийского налёта по переднему краю противника батальон начал атаку. Высота была взята с тяжёлыми потерями, красноармеец Искалиев при этом первым ворвался в траншею противника, а затем, будучи уже раненым, закрыл собственным телом пулемёт дзота. После того, как высота была взята, советские подразделения, будучи отрезанными от своих, удерживали эту высоту в течение 19 часов.
По сообщению о безвозвратных потерях, пропал без вести с формулировкой «не вышел с поля боя». По другим данным, был похоронен в посёлке Могучий Партизан или в деревне Лудчицы. В июле 1944 года останки бойца были перезахоронены в братской могиле посёлка Яново. На могиле установлена стела.

## Награды и звания
Указом Президиума Верховного Совета СССР от 24 марта 1945 года за образцовое выполнение боевых заданий командования на фронте борьбы с немецко-фашистскими захватчиками и проявленные при этом мужество и героизм красноармейцу Искалиеву Сундуткали посмертно присвоено звание Героя Советского Союза.

## Память
Именем Сундуткали Искалиева названы улицы в Минске (на доме имеется мемориальная плита) и Быхове, а также школа в селе Аккудык. В том же селе установлен бюст Героя Советского Союза; памятники имеются также в центральной усадьбе совхоза «Алмазный» Чингирлауского района и в посёлке Могучий Партизан Быховского района. 
На высоте, где погиб красноармеец Искалиев, сооружён мемориальный комплекс «Лудчицкая высота». На стене мемориального комплекса «Лудчицкая высота» около Лудчицы Быховского района Могилёвской области Республики Беларусь указано имя и в камне высечен образ Героя с барельефами ещё пяти человек, которые отличились в боях с врагами на высоте 150.9 м и освобождении Быховщины, получивших звание Героя Советского Союза за бой на этой высоте.